# Brändbachtalsperre
Die Brändbachtalsperre, deren Stausee Kirnbergsee heißt, ist eine kleine Talsperre bei Bräunlingen im südbadischen Teil von Baden-Württemberg.

## Nutzung

### Stromerzeugung
Sie dient der Stromerzeugung, dem Hochwasserschutz und der Naherholung. Der Stausee liegt im  Landschaftsschutzgebiet Kirnbergsee, das auch umliegende Flächen umfasst. Gestaut wird der Brändbach im Flussgebiet der Breg.
Das Absperrbauwerk ist eine gekrümmte Gewichtsstaumauer aus Beton mit einer Bruchstein-Verkleidung. Sie wurde im Jahr 2000 saniert und als erste Staumauer Deutschlands mit einer Kunststoff-Dichtungsbahn (Geomembran) aus PVC an der Wasserseite abgedichtet.
1955 war die Mauer schon einmal an der Wasserseite mit Beton verstärkt worden.
Der See dient als Speicher für das Speicherkraftwerk Waldhausen dessen max. Leistung bei max. 300 kW liegt. Es erzeugt 0,7 GWh pro Jahr. Es wird von der Stadt Bräunlingen betrieben.

### Badegewässer
Der Kirnbergsee wurde seit 2008 gemäß der Badegewässerrichtlinie 2006/7/EG als ausgezeichnete Qualität bewertet.
Rettungsschwimmer gewährleisten bei aufgezogener Flagge die Sicherheit von einem Wachturm aus.
Flaggen und Schilder am Kirnbergsee
| Flagge  | Bedeutung |
| ------- | --- |
|         | Rettungsschwimmer im Dienst. Wenn direkt am Wasser aufgestellt: Grenzt den überwachten Badebereich ein.                          |
|         | Gefahr! Schwimmen verboten signalisiert akute Gefahrenlage wie Strömung, hoher Wellengang oder Wasserverschmutzung, Lebensgefahr |
| Weitere | |
|         | Taucher im Wasser (siehe Taucherflagge)                                                                                          |

## Tourismus
Die Brändbachtalsperre ist ein beliebtes Ausflugsziel für Wanderer, Fahrradfahrer und Badegäste. An der Nordseite des Kirnbergsees befindet sich ein Campingplatz, welcher Stellplätze für Dauercamper, Touristen und Zeltgäste anbietet.